# Музыкант (фильм, 1962)
«Музыкант» (англ. The Music Man) — американский музыкальный фильм, выпущенный в 1962 году. В главных ролях: Роберт Престон в роли Гарольда Хилла и Ширли Джонс в роли Мэриан Пару. Создан по мотивам бродвейского мюзикла Мередита Уилссона с одноимённым названием 1957 года. Фильм был одним из самых больших хитов года и высоко оценён критиками.
В 2005 году лента была выбрана для сохранения в Национальном реестре кинокартин США библиотекой Конгресса США как «культурно, исторически или эстетически значимый».

## Сюжет
В 1912 году мошенник Гарольд Хилл (Роберт Престон) приезжает в провинциальный город в Ривер-Сити в штате Айова и выдаёт себя за учителя музыки. В городе ценятся традиции и пристойное поведение. Он хочет обмануть местных жителей и предлагает создать оркестр из мальчиков и обучать их. Гарольд не имеет музыкальных способностей и собирается скрыться с деньгами, полученными от жителей на создание оркестра. Гарольд встречает бывшего сообщника Марцелла Уошбурна (Бадди Хэкетт) и при его помощи начинает убеждать жителей города, что оркестр благоприятно скажется на воспитании мальчиков города. Гарольд влюбляется в работницу библиотеки Мэриан Пару (Ширли Джонс), что мешает его планам.

## Актёры
Многие члены оригинального Бродвейского мюзикла появляются в фильме, в том числе Роберт Престон, Перт Келтон и «Баффало Биллс».
Режиссёром фильма выступил Роберт Престон. Хотя Престон получил большой успех в оригинальной сценической версии шоу, он был не первым в очереди актёров для фильм-версии. Джек Л. Уорнер, который был известен в постановке мюзиклов с участием звезд иных, чем те, кто играет роли на сцене, хотел, чтобы Фрэнк Синатра играл роль профессора Гарольда Хилла, но Мередит Уиллсон настаивала на кандидатуре Престона. Уорнер также «умолял» Кэри Гранта, чтобы он сыграл Хилла, но Грант отказался, говоря: «Никто не может сыграть эту роль так же, как Боб Престон».
- Роберт Престон — Гарольд Хилл
- Ширли Джонс — Мэриан Пару
- Бадди Хэккетт — Марцелл Уошбурн
- Пол Форд — мэр Джордж Шинн
- Гермиона Гинголда — Эулалии Макечни Шинн
- Перт Келтон — миссис Пару
- Ронни Ховард — Уинтроп Пару
- Сьюзан Лукей — Занита Шинн
- Тимми Эверетт — Томми Джилас
- Гарри Хикокс — Чарли Ковелл
- «Баффало Биллс» (Уэйн Уорд, Аль-Шей, Верн Рид, Билл Спангенберг) — Школьный Совет
- Чарльз Лэйн — констебль Лок
- Мэри Уикс — миссис Скуайрс
- Пегги Мондо — Этэль Тоффельмиер
- Сара Сигар — миссис Мод Дунлоп
- Адния Рис — Алма Хикс
- Джейсэлин Факс — Авис Грабб
- Моника Вермонт — Амариллис
- Ронни Дапо — Норберт Смит
- Макс Шоуолтер — кассир поезда

В титрах не указаны
- Перси Хелтон — проводник поезда
- Хэнк Уорден — гробовщик

## Песни
Уорнер Бразерс Рекордс выпустило саундтрек альбом в обоих стереофонических и монофонических версях.
1. Главная тема/Остров Рок — Оркестр, Путешествующий продавец
2. Упрямцы Айовы — Ансамбль
3. «У вас Проблемы» — Роберт Престон, Ансамбль
4. Урок фортепиано / Если Вы не возражаете, я скажу так — Ширли Джонс, Перт Келтон
5. Спокойной Ночи, Мой Кто-То — Ширли Джонс
6. У вас Проблемы / 76 Тромбонов — Роберт Престон, ансамбль
7. Искренние — Баффало Биллс
8. Печальнее, но Мудрее — Роберт Престон
9. Возьмите немного, Поговорите немного — Гермиона Гинголда, в Биддим
10. Мэриан — Библиотекарь — Роберт Престон
11. Любовь — Ширли Джонс
12. Гэри, Штат Индиана — Роберт Престон
13. Фарго Уаган — Ансамбль
14. Лида Роза / Я Когда-Нибудь Говорил Тебе? — Ширли Джонс, Баффало Биллс
15. Гэри, Штат Индиана (повтор) — Ронни Ховард
16. Шинупи — Бадди Хэкетт, Ансамбль
17. Пока здесь был ты — Ширли Джонс
18. Спокойной Ночи, Мой Кто-То — Ширли Джонс, Роберт Престон
19. 76 Тромбонов — ансамбль

Кроме того, во время записи саундтрека музыкальные номера в конце 1961-начале 1962, некоторые работы включены работы для «Жирной Курицы», известной как «Песня о Молодёжном Фитнессе Кеннэди».

## Факты
Необычно для музыкального фильма в то время, Мортон ДаКоста, который режиссировал шоу на сцене, не только снял фильм, но продюсировал его так же, гарантируя, что из фильма получится верное шоу. Актриса Перт Келтон и Баффало Биллс также исполняли свои сценические образы. Все песни были сохранены для фильма, за исключением «Мой Белый Рыцарь», который был заменен на «Любовь».
Несколько фраз были изменены для фильма, так как авторы считали, что они слишком смутны для Среднего Запада, чтобы обратиться к более широкой аудитории; «Jeely kly!» это фраза Томми Джилас в спектакле, а в фильме он восклицает: «Великий хрю!» Слово «шипупи» не имеет смысла и было создано Уиллсон для шоу.
Во время съемок Ширли Джонс обнаружила, что беременна; костюмеры регулировали размер её платья, чтобы скрыть беременность. В сцене на мосту, когда Мэриан и Гарольд обнимаются, Джонс говорит, что малыш Патрик пнул достаточно сильно в Роберта Престона, чтобы тот почувствовал его.
Чтобы снять финальный парад-сцену в 1962 году, Джек Л. Уорнер выбрал оркестр университета Южной Калифорнии, и дух «Трои». В основном, он использовал многих младших школьников из Южной Калифорнии. Прошло около восьми часов съемки в течение двух дней, чтобы снять сцену. Все музыкальные инструменты производства были специально изготовлены для фильма Инструментовой Компанией Олдс в городе Фуллертон, Калифорния. Приборы были отремонтированы и проданы компанией Олдс. Они не имели никаких признаков, что они когда-либо были использованы в фильме.

## Сборы
Фильм получил положительные отзывы и собрал в прокате $14 953 846, и заработав $8 млн в театральном прокате США. Был 5-м самым кассовым фильмом 1962 года.

## Награды Академии
Фильм получил один Оскар и был номинирован ещё на пять:

### Победы
- Лучшее музыкальное сопровождение (адаптация и сопровождение) — Рэй Хэйндорф

### Номинации
- Лучший Фильм — Мортон ДаКоста
- Лучший костюм (цвет) — Дороти Дженкинс
- Лучшее направление искусства (цвет) — Пол Гроусс и Джордж Джеймс Хопкинс
- Лучший Монтаж — Уильям Х. Циглер
- «Лучший Звук» — Джордж Гроувз

## Американский Институт Кино
- АФИ 100 лет…100 песен:
  - Семьдесят Шесть Тромбонов — Номинация[10]
- Величайшие мюзиклы АФИ — Номинация[11]